# St. Mariä Heimsuchung (Ahsen)

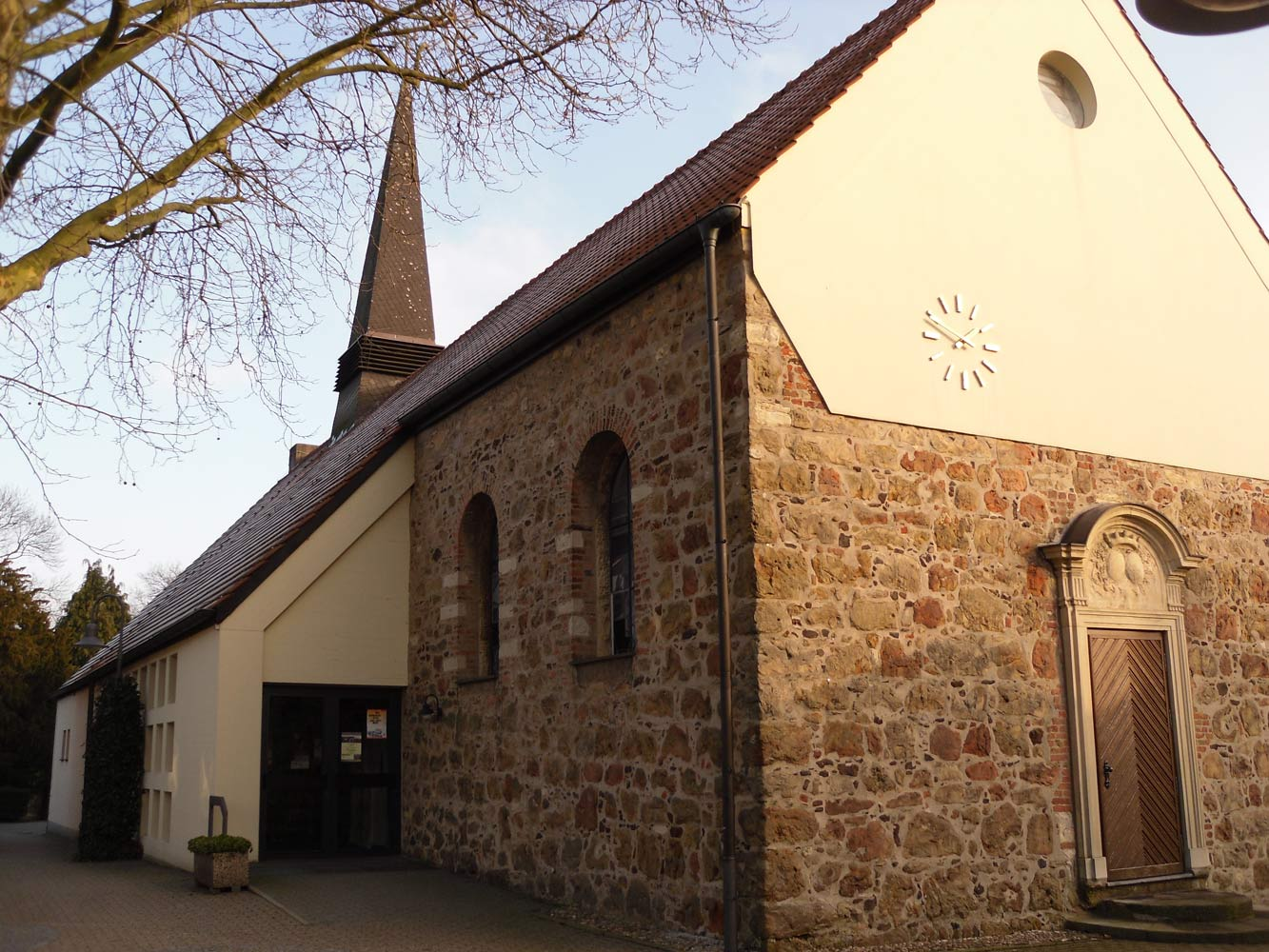
Die Marienkirche in Ahsen

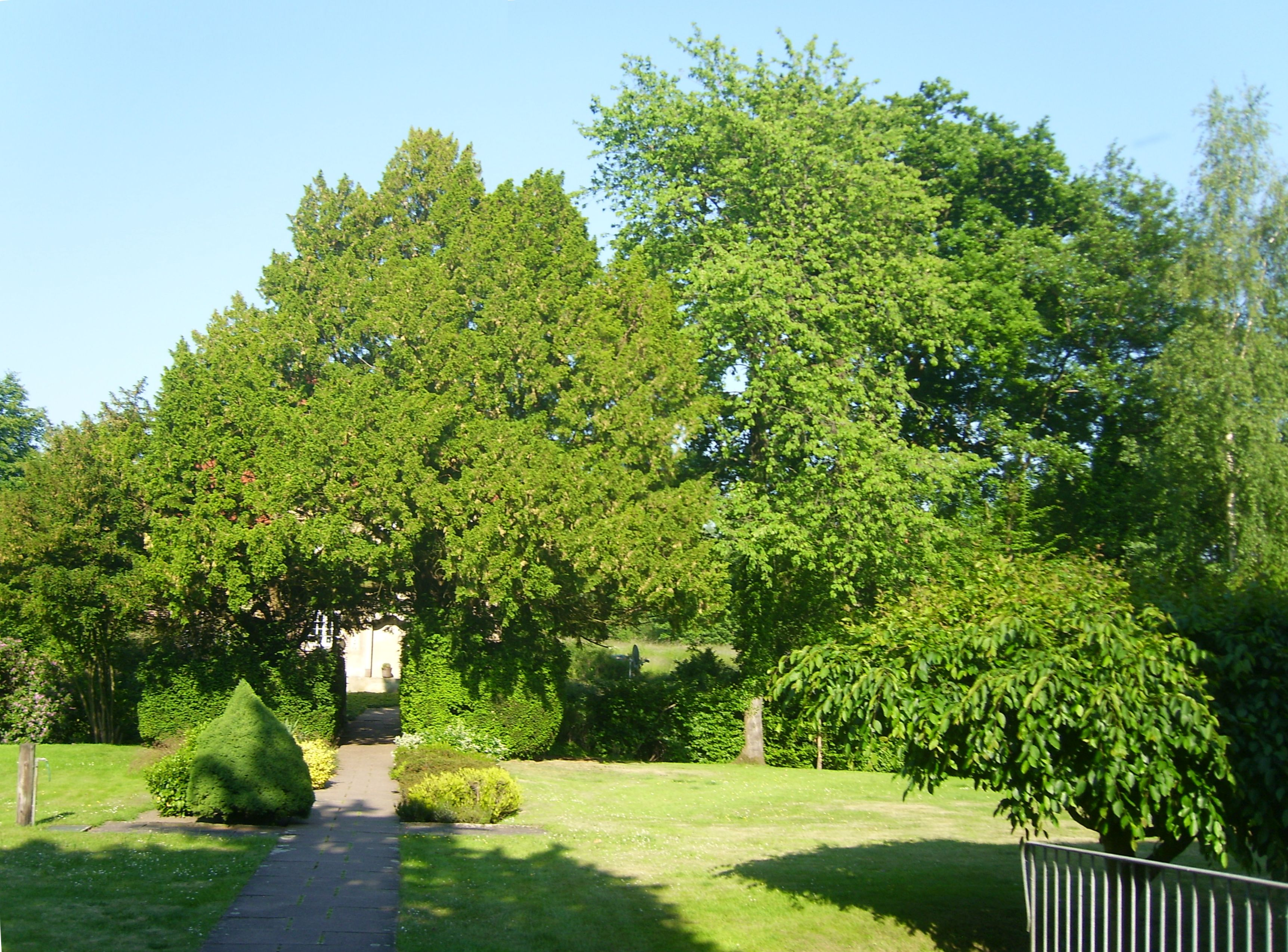
Eibe (ND 98) im Kirchhof, eine weitere (ND 99) steht in nächster Nähe

Die römisch-katholische Pfarrkirche St. Mariä Heimsuchung ist ein denkmalgeschütztes Kirchengebäude in Ahsen, einem Stadtteil von Datteln im Kreis Recklinghausen (Nordrhein-Westfalen).

## Geschichte
Die Kirche wurde als Filialkirche von Datteln erstmals 1439 urkundlich erwähnt. Sie brannte 1720 ab. Das heutige Gebäude ist ein schlichter Saalbau mit Dachreiter, er wurde von 1723 bis 1726 von Johann Conrad Schlaun errichtet. Das Querhaus und der Chor wurden 1929 angefügt. 2019/2020 wurde die Kirche renoviert.

## Ausstattung
- Holzkruzifix vom Ende des 13. Jahrhunderts
- Reste der Barockausstattung
- vier Rokokoblaker (Kerzenhalter)[3]